# Hans-Joachim Wagner (Mediziner)
Hans-Joachim Wagner (* 9. März 1924 in Gera; † 4. Januar 2014 in Homburg) war ein deutscher Rechtsmediziner und Hochschullehrer.

## Ausbildung und berufliche Tätigkeit
Hans-Joachim Wagner, geboren in Thüringen als Sohn von Margarete Wagner, geborene Bergner, und des Prokuristen Armin Wagner, begann sein Medizinstudium an der Johann Wolfgang Goethe-Universität Frankfurt am Main, schloss es an der Johannes Gutenberg-Universität Mainz ab, wo er 1951 auch zum Dr. med. promoviert wurde. Das Thema seiner Dissertation ist die Geschichte der Aufdeckung des Giftmordes vom Ende des 18. bis zur Mitte des 19. Jahrhunderts. 1960 folgte in Mainz die Habilitation. In der Habilitationsschrift ging es um die Rolle von Antibiotika und Sulfonamiden bei der Todeszeitbestimmung. An der Universität Mainz begann Wagner auch seine Lehrtätigkeit.
Im Jahr 1966 ernannte die Universität Mainz Wagner zum außerordentlichen Professor. Er folgte 1968 einem Ruf an die Universität des Saarlandes in Homburg als Lehrstuhlinhaber für Gerichtliche Medizin (Rechtsmedizin) und Gründungsdirektor des Instituts für Gerichtsmedizin (seit 1971 Institut für Rechtsmedizin). Das Tätigkeitsgebiet des Instituts beschränkte sich nicht auf das Saarland, sondern erstreckte sich auch auf Teile von Rheinland-Pfalz und ab 1986 Luxemburgs. Wagner lehnte Rufe an die Universitäten in Erlangen und in Bonn ab, und blieb bis zur Emeritierung 1993 im Saarland. Bis zu seiner Emeritierung war Wagner Vorsitzender der Deutschen Gesellschaft für Verkehrsmedizin e. V.
Hans-Joachim Wagner war mit Hildegard Wagner, geborene Staschick verheiratet.

## Hauptarbeitsgebiete
- Analyse von Verletzungsmustern von Verkehrsopfern als Grundlage der Optimierung der Fahrgastzelle und von Sicherheitsgurten und anderen Sicherheitseinrichtungen
- Untersuchung der Fahrsicherheit und ihrer Beeinträchtigung durch Krankheit, Medikamente, Rauschmittel, Alkoholeinfluss
- Etablierung von Grenzwerten für Alkohol und Rauschmittel
- Interdisziplinäre Grundlagen für Fahreignungsprognosen

Er publizierte über 100 Fachveröffentlichungen.
Im Fall Birgit Dressel trat Wagner als Gutachter auf.

## Ehrungen
- Bundesverdienstkreuz 1. Klasse
- Verdienstorden des Großherzogtums Luxemburg (Kommandeur)
- Senator-Lothar-Danner-Medaille des Bundes gegen Alkohol und Drogen im Straßenverkehr,
- Konrad-Händel-Preis der Deutschen Gesellschaft für Rechtsmedizin
- Ernst-von-Bergmann-Plakette der Bundesärztekammer
- Ehrenmitglied der Deutschen Gesellschaft für Rechtsmedizin
- Ehrenvorsitzender der Deutschen Gesellschaft für Verkehrsmedizin